# Oxycoryphe narendrani
Oxycoryphe narendrani is een vliesvleugelig insect uit de familie bronswespen (Chalcididae). De wetenschappelijke naam is voor het eerst geldig gepubliceerd in 2004 door Sheela & Ghosh.